# Musa do Gauchão
Musa do Gauchão é um concurso de beleza feminino realizado anualmente no Rio Grande do Sul que visa eleger, entre as representantes de cada clube da primeira divisão do Campeonato Gaúcho de Futebol, uma representante da beleza da mulher gaúcha. A vencedora de cada edição representa o torneio durante o ano. O concurso existe desde 2008, quando a vale-solense Bruna Molz tornou-se a primeira Musa do Gauchão.

## História
O concurso foi criado em 2008 para eleger a Rainha do Gauchão, sendo que 7 clubes inscreveram candidatas para o primeiro concurso. Posteriormente o concurso passou a se denominar como Musa do Gauchão e incluiu representantes de equipes das divisões inferiores do Gauchão.

### Histórico de candidatas
| Edição | Candidatas |
| ------ | --- |
| 2008   | Tamara Rodrigues (Esportivo), Sofia Costa (Grêmio), Fernanda Carniel (Juventude) Tatiane Georg Cardoso (Novo Hamburgo), Bruna Molz (Santa Cruz), Paola Brangel Spanemberg (São José-PA), e Alexandra da Silva Nickelle Dornelles (Ulbra) |
| 2009   | Daiane Steffens (Avenida), Shana Campos de Ávila (Brasil de Pelotas), Débora Pagnoncelli (Caxias), Morgana Locatelli (Esportivo), Gabriela Volkart Pinho (Grêmio), Jéssica Ribeiro Maciel (Internacional), Paloma Salomone (Inter-SM), Marluci Manosso (Juventude), Juliana Scherer Silveira (Novo Hamburgo), Ianaê Indiara Wilke (Santa Cruz), Bruna Ferreira da Silva (São José), Alexsandra Behnen (São Luiz), Vanessa Viégas Alves (Sapucaiense), Regina da Silva Janostiac (Ulbra), Helena Massignam Breitenbach (Veranópolis) e Débora de Souza (Ypiranga) |
| 2010   | Sancler Frantz (Avenida), ? (Caxias), Aline de Oliveira Machado (Grêmio), Rafaela Ribeiro (Internacional), Patrícia Kopp (Inter-SM), Natalia Garibaldi (Juventude), Ingrid Roos (Novo Hamburgo), ? (Pelotas), Letícia Wacholz (Santa Cruz) e ? (São José)[carece de fontes?] |
| 2011   | Daiane Lima (Canoas), Bruna Pistore (Caxias), Franciele Alves (Cruzeiro), Fernanda Moreira Monllor (Grêmio) Katiele Stein (Internacional), Jamille Farias (Inter-SM), Fernanda Novello (Juventude), Ana Paula Zago (Lajeadense), Aline Mariely Kunst (Novo Hamburgo), Évilin Vilela (Porto Alegre), Camila Froemming (Santa Cruz), Juliana Kaiser (São José), Alexsandra Behnen (São Luiz), Ana Carolina Salla Vivan (Veranópolis) e Alessandra de Matos Marini (Ypiranga) |
| 2012   | Julia Tomasi (Avenida), Fernanda Monteiro (Caxias), Mary Godoy (Cerâmica), Jackeline Tavares (Cruzeiro), Marilisy Antonelli (Grêmio), Vitoria Freitas (Internacional), Valesca Magri (Juventude), Vanessa Chiesa (Lajeadense), Ingrid Roos (Novo Hamburgo), Helena Haertel (Pelotas), Luiza Mazzarino (Santa Cruz), Livia da Silva (São José), Aline Postal (Veranópolis) e Lisiane Pereira (Ypiranga) |
| 2013   | Wendy Graliki (Brasil de Farroupilha), Analu Motta De Tomasi (Caxias), Bruna Gonçalves Pires (Cerâmica), Camila Carozzi Milani (Esportivo), Franciele Flores Christ (Glória), Daiane Steffens (Grêmio), Nathalia Paulon Teixeira (Internacional), Vanessa Chiesa Salva (Lajeadense), Daniele de Freitas dos Santos (Passo Fundo), Ingrid Arriera Mahl (Santa Cruz), Stéphanie Souza (São José) e Luana Tacca (Ypiranga) |
| 2014   | Jéssica Pinto Soares (Brasil de Pelotas), Natali Stella Pezzi (Caxias), Cristina de Marco Cimmino (Cruzeiro), Sabrine Dallé Varnier (Esportivo), Thamy Fernanda de Souza (Grêmio), Thaís Dornelles Leão (Internacional), Eduarda Gelsbors Seckler (Inter-SM), Renata Crosa de Ross (Juventude), Danay Busatto Ubel (Nova Prata), Larissa Senger Feltes (Novo Hamburgo), Franciele Flores Christ (Glória), Rosana de Souza Louzada (Pelotas), Karoline Rodigheri (Marau), Daniela Schoeninger (Santa Cruz), Letícia Cardinal (Panambi), Érika dos Santos Marques (São Paulo-RG), Aline Postal (Veranópolis), Luana Tacca (Ypiranga), Wendy Graliki (Brasil de Farroupilha) e Stéphanie Souza (São José) |
| 2015   | Daniela Costa da Silva (Aimoré), Raphaela Hagemann (Avenida), Any Kelly Mendonça (Brasil de Pelotas), Débora Pagnoncelli (Caxias), Carine Silva (Cruzeiro), Julia Lemos (Grêmio), Gabriela Velho (Internacional), Jaqueline Krausburg (Juventude), Vanessa Salva (Lajeadense), Graziele Ererich Correa (Novo Hamburgo), Camille Gollo (Passo Fundo), Thaís Muniz (São José-RS), Hentialla Lemos (São Paulo), Aline Tessaro (Veranópolis), Tanise Samara da Silva (União Frederiquense) e Luana Tacca (Ypiranga). |
| 2016   | Kimberlyn Oliveira (Aimoré), Daiana Freitas (Brasil de Pelotas), Thiene Souza (Cruzeiro), Bruna Melfior Duanrte (Glória), Suelen Souto de Souza (Grêmio), Franciele Schneider Rossatti (Internacional), Amanda Turcatti (Juventude), Bruna Erichsen (Lajeadense), Caroline Kunst (Novo Hamburgo), Naomy Cavalheiro (Passo Fundo), Anelise Macedo Maurmann (São José-RS), Caroline Lopes (São Paulo), Fernanda de Lima (Veranópolis) e Nicole Lang Gaiato (Ypiranga). |
| 2017   | Victória Barella (Brasil de Pelotas), Camila Prigol (Caxias), Juliana Schneider (Cruzeiro), Tainy Fritzen (Grêmio), Cássia Cavalheiro (Internacional) Débora Carvalho (Juventude), Nicole Oliveira (Novo Hamburgo), Gabrielle Fischer (Passo Fundo), Luana Nunes (São José), Thais Lopes (São Paulo-RS), Sabrina Rampi (Veranópolis) e Édina Muller (Ypiranga). |

## Vencedoras
| Ano  | Clube                | Vencedora                   | Ref.   |
| ---- | -------------------- | --------------------------- | ------ |
| 2008 | Santa Cruz           | Bruna Jeanine Molz          | [ 10 ] |
| 2009 | Ulbra                | Regina Janostiac            | [ 11 ] |
| 2010 | Avenida              | Sancler Frantz              | [ 12 ] |
| 2011 | Inter-SM             | Jamille Farias              | [ 13 ] |
| 2012 | Santa Cruz           | Luiza Mazzarino Slaghenaufi | [ 14 ] |
| 2013 | Grêmio               | Daiane Steffens             | [ 15 ] |
| 2014 | Brasil de Pelotas    | Jéssica Soares              | [ 16 ] |
| 2015 | Aimoré               | Daniela Costa               | [ 17 ] |
| 2016 | Internacional        | Franciele Rossetti          | [ 18 ] |
| 2017 | Sport Club São Paulo | Thaís Lopes                 | [ 19 ] |